# Ljutovnica
Ljutovnica (izvirno srbsko Љутовница) je naselje v Srbiji, ki upravno spada pod Občino Gornji Milanovac; slednja pa je del Moraviškega upravnega okraja.

## Demografija
V naselju, katerega izvirno (srbsko-cirilično) ime je Љутовница, živi 170 polnoletnih prebivalcev, pri čemer je njihova povprečna starost 49,8 let (47,9 pri moških in 51,9 pri ženskah). Naselje ima 67 gospodinjstev, pri čemer je povprečno število članov na gospodinjstvo 2,84.
To naselje je, glede na rezultate popisa iz leta 2002, večinoma srbsko, a v času zadnjih treh popisov je opazno zmanjšanje števila prebivalcev.
|  |

| Demografija | Demografija     | Demografija     |
| Leto        | Št. prebivalcev | Št. prebivalcev |
| ----------- | --------------- | --------------- |
|             |                 |                 |
|             |                 |                 |
|             |                 |                 |
|             |                 |                 |
| 1948        | 537             |                 |
| 1953        | 483             |                 |
| 1961        | 435             |                 |
| 1971        | 310             |                 |
| 1981        | 251             |                 |
| 1991        | 238             | 238             |
| 2002        | 190             | 190             |
|             |                 |                 |

| Etnična sestava po popisu iz leta 2002 | Etnična sestava po popisu iz leta 2002 | Etnična sestava po popisu iz leta 2002 | Etnična sestava po popisu iz leta 2002 | Etnična sestava po popisu iz leta 2002 |
| -------------------------------------- | -------------------------------------- | -------------------------------------- | -------------------------------------- | -------------------------------------- |
| Srbi                                   | Srbi                                   |                                        | 188                                    | 98,94%                                 |
| Rusi                                   | Rusi                                   |                                        | 1                                      | 0,52%                                  |
| Makedonci                              | Makedonci                              |                                        | 1                                      | 0,52%                                  |
| Neznano                                | Neznano                                |                                        | 0                                      | 0,0%                                   |